# Parargyrops edita
Parargyrops edita es una especie de peces de la familia Sparidae en el orden de los Perciformes.

## Distribución geográfica
Se encuentra en las  costas de la  China.